# Collin Hill
Collin M. Hill (geb. 9. Oktober 1997 in Dayton, Ohio, USA) ist ein American-Football-Spieler auf der Position des Quarterbacks. In der Saison 2023 spielt er für die Helvetic Guards in der European League of Football (ELF). In seiner Zeit im College Football spielte er für die Colorado State Rams sowie die South Carolina Gamecocks.

## Karriere
Hill wuchs in Moore, South Carolina, auf und besuchte die Dorman High School, wo er neben Football auch Basketball spielte. Er wurde Teamkapitän und 2015 most valuable player, als er mit den Cavaliers das Endspiel um die Staatsmeisterschaft von South Carolina erreichte.
Hill ging zu Colorado State University und wurde Starting Quarterback des Footballteams Rams. Die Saison 2016 konnte er wegen einer Verletzung nach fünf Spielen nicht beenden. 2017 setzte er als Redshirt aus. 2018 wurde er von seinen Teamkameraden als einer von vier Teamkapitänen gewählt. Die Saison musste er nach vier Spielen wegen einer Verletzung vorzeitig beenden, die Saison 2019 nach drei Spielen wegen seines dritten Kreuzbandrisses.
Hill wechselte zur University of South Carolina. Dort wurde er Starting Quarterback in den ersten acht Spielen. Er warf für 1411 Yards für sechs Touchdowns und sechs Interceptions.
Beim NFL Draft 2021 wurde Hill nicht berücksichtigt. Er wurde als Free Agent vom NFL-Team der Cincinnati Bengals unter Vertrag genommen, schaffte es jedoch nicht in den endgültigen Kader.
Für die Saison 2023 wurde er vom neu gegründeten Schweizer ELF-Team Helvetic Guards verpflichtet.

## Saisonstatistiken

### College
| Jahr                    | Team                     | Spiele | Passspiel | Passspiel | Passspiel | Passspiel | Passspiel | Passspiel | Passspiel | Passspiel | Laufspiel | Laufspiel | Laufspiel | Laufspiel |
| Jahr                    | Team                     | Spiele | Cmp       | Att       | Qte       | Yds       | Avg       | TD        | Int       | Eff       | Att       | Yds       | Avg       | TD        |
| ----------------------- | ------------------------ | ------ | --------- | --------- | --------- | --------- | --------- | --------- | --------- | --------- | --------- | --------- | --------- | --------- |
| NCAA Division I         |                          |        |           |           |           |           |           |           |           |           |           |           |           |           |
| 2016                    | Colorado State Rams      | 5      | 75        | 129       | 58,1      | 1.096     | 14,6      | 8         | 2         | 146,9     | 26        | 49        | 1,9       | 1         |
| 2018                    | Colorado State Rams      | 10     | 119       | 202       | 58,9      | 1.387     | 11,7      | 7         | 7         | 121.1     | 28        | −10       | −0,4      | 1         |
| 2019                    | Colorado State Rams      | 3      | 69        | 102       | 67,6      | 840       | 12,2      | 8         | 2         | 158.8     | 10        | 0         | 0         | 1         |
| 2020                    | South Carolina Gamecocks | 8      | 127       | 215       | 59,1      | 1.411     | 11,1      | 6         | 6         | 117.8     | 43        | −66       | −1,5      | 4         |
| NCAA D-I Gesamt         | NCAA D-I Gesamt          | 26     | 390       | 648       | 60,2      | 4.734     | 12,1      | 29        | 17        | 131,1     | 107       | −27       | −0,3      | 7         |
| Quellen: stats.ncaa.org |                          |        |           |           |           |           |           |           |           |           |           |           |           |           |

### Profi
| Jahr                            | Team            | Spiele | Passspiel | Passspiel | Passspiel | Passspiel | Passspiel | Passspiel | Passspiel | Passspiel | Laufspiel | Laufspiel | Laufspiel | Laufspiel |
| Jahr                            | Team            | Spiele | Cmp       | Att       | Qte       | Yds       | Avg       | TD        | Int       | Eff       | Att       | Yds       | Avg       | TD        |
| ------------------------------- | --------------- | ------ | --------- | --------- | --------- | --------- | --------- | --------- | --------- | --------- | --------- | --------- | --------- | --------- |
| European League of Football     |                 |        |           |           |           |           |           |           |           |           |           |           |           |           |
| 2023                            | Helvetic Guards | 2      | 39        | 72        | 54,2      | 383       | 9,8       | 2         | 2         | 67,1      | 6         | 15        | 2,5       | 0         |
| ELF Gesamt                      | ELF Gesamt      | 2      | 39        | 72        | 54,2      | 383       | 9,8       | 2         | 2         | 67,1      | 6         | 15        | 2,5       | 0         |
| Quellen: sportsmetrics.football |                 |        |           |           |           |           |           |           |           |           |           |           |           |           |